# 주영흠
주영흠(1976년 8월 ~ )은 대한민국의 기업인이다. 1998년 하우리의 창립 멤버로 활동했으며, 2000년 잉카인터넷을 설립했다.

## 약력
- 1994년: 공개용 백신 타키온 개발
- 1994년: 천리안 바이러스치료동 부시삽
- 1996년: 안철수연구소 객원연구원, 한국전산원 객원연구원
- 1998년: 하우리 공동창업, 바이로봇 엔진 개발
- 2000년: 잉카인터넷 창업
- 2002년: 경찰청 사이버수사대 객원연구원
- 2002년: 부경대학교 전자계산학과 졸업
- 2004년: 위플라이엔터테인먼트 대표

## 수상
- 1995년: 부산지방기능 경기대회 정보처리부분 금상
- 1994년: 전국 PC 경진대회 동상